# Carl Henrik Alopaeus
Carl Henrik Alopaeus, född den 5 april 1825 i Jockas, död den 10 mars 1892, var en finländsk pedagog och präst.
Alopaeus var lärare vid dövstumskolan i Åbo, domprost och utnämndes 1885 till biskop i Borgå. Alopaeus har bland annat utgett Handledning till döfstummas uppfostran (1866), Lutheranism och baptism (1871), Den heliga läran (1873), Guds rikes historia (1887-90, avbruten genom hans död).